# Método da Cumbuca
Método da Cumbuca, também chamado de Método Cumbuca, é uma ferramenta de treinamento de equipes que foi sugerida por Vicente Falconi em seu livro "O Verdadeiro Poder - Práticas de Gestão que Conduzem a Resultados Revolucionários", de 2009. Trata-se de uma técnica simples de aprendizagem organizacional que pode trazer resultados concretos com baixos investimentos. Além disso, este método incentiva o autodesenvolvimento dos colaboradores.
A ferramenta recebeu este nome porque, a cada sessão, o nome de um integrante do grupo é sorteado numa cumbuca para liderar a reflexão e fazer a ponte entre a teoria e o dia a dia da empresa.
A técnica consiste na formação de pequenos grupos, que se reúnem em encontros rápidos e periódicos, para discutir tópicos relacionados a temas recorrentes no ambiente interno da empresa. Para isso, deve-se escolher um livro que se acredita conter aprendizados que a equipe deva receber. Todos começam a ler o livro e se reúnem uma vez por semana para discutir uma parte ou capítulo. Os nomes das pessoas são escritos em pedaços de papel e colocados em uma cumbuca. No início do encontro, o nome de uma pessoa é tirado da cumbuca. E esta pessoa faz a abertura do encontro, facilita a discussão e faz o fechamento com as lições aprendidas e suas aplicações na empresa.  Se a pessoa escolhida não tiver lido o que tinha sido combinado, Falconi enfatiza que a reunião deve ser desfeita. “Não se deve sortear ou indicar outro, nem mesmo aceitar voluntários para apresentar. O método é baseado no compromisso de todos” (FALCONI, 2009. P. VII). O fato é que, ocorrendo ou não, o nome da pessoa volta para a cumbuca.